# Armen-Schwestern vom heiligen Franziskus

Logo des Ordens

Die Armen-Schwestern vom heiligen Franziskus (SPSF) sind eine katholische Ordensgemeinschaft, die am Pfingstfest 1845 durch Franziska Schervier in Aachen gegründet wurde. Deshalb haben sich auch die Namen Schervier-Schwestern und Aachener Franziskanerinnen eingebürgert.

## Geschichte

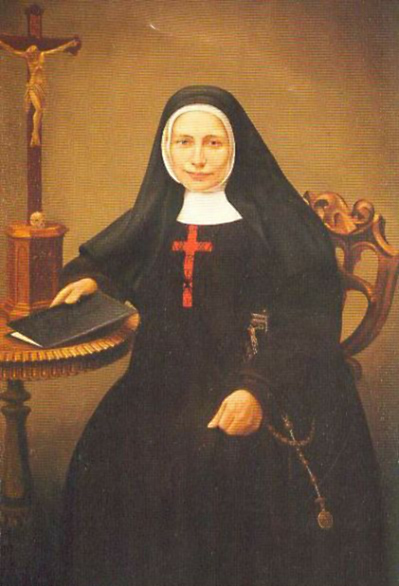
Franziska Schervier

Als Fabrikantentochter erkannte Schervier bereits sehr früh die Probleme von sozialen Randgruppen in einer aufstrebenden Industriegesellschaft und beschloss zusammen mit vier gleichgesinnten jungen Frauen ein gemeinsames klösterliches und sozialdienliches Leben zu beginnen. Zunächst bezogen an einem 3. Oktober, dem Vorabend des Franziskustages, die fünf jungen Frauen ein Mietshaus an der Lütticher Straße in Aachen vor dem Jakobstor und begannen ein gemeinsames Leben nach der Art von Ordensschwestern. Nachdem im Revolutionsjahr 1848 König Friedrich Wilhelm IV. von Preußen auch in Aachen die Gründung eines Instituts zur Fürsorge gefährdeter Mädchen erlaubte, übersiedelte die noch junge klösterliche Gemeinschaft in ein neues, größeres Heim. Nachdem am 5. Juli 1849 eine Choleraepidemie in Aachen ausbrach, bot Franziska Schervier dem Aachener Oberbürgermeister Johann Contzen an, gemeinsam mit ihren Mitschwestern die Pflege der Choleraerkrankten zu übernehmen und zugleich die ihr anvertrauten Mädchen dem ein Jahr zuvor gegründeten Kloster vom Guten Hirten zu überlassen. Nach rund 170 Tagen war die Epidemie eingedämmt und die Schervier-Schwestern übernahmen andere Aufgaben, wie beispielsweise die Wohnungssuche für Arbeiterfamilien, die Organisation von regelmäßigem Schulunterricht für Fabrikarbeiterkinder und die Bereitstellung von Suppenküchen für Bedürftige. Darüber hinaus pflegten sie erkrankte Mitbürger und organisierten eine frühe Form der häuslichen Krankenpflege.
Am 2. Juli 1851 wurde die Gemeinschaft der Schwestern durch Kardinal Geissel aus Köln zu einer klösterlichen, vom bischöflichen Ordinariat genehmigten, Gemeinschaft unter dem Namen der „Armen-Schwestern vom heiligen Franziskus“ erhoben. Am 12. August 1851 wurden Franziska Schervier und ihre inzwischen dreiundzwanzig Ordensschwestern in der Aachener St. Pauls-Kirche, der Taufkirche Franziskas, feierlich eingekleidet. Am 6. August 1852 erwarb der neue Orden den Gebäudekomplex des zu Beginn des 19. Jahrhunderts säkularisierten Aachener Klarissenklosters an der Ecke Kleinmarschierstraße/Elisabethstraße in Aachen, der heute Sitz des Generalats ist.
Einige Jahre später wurden im Jahr 1864 die Armen-Schwestern zum Lazarettdienst im Deutsch-Dänischen Krieg und erneut im deutsch-österreichischen Krieg von 1866 angefordert. Ebenfalls betreuten sie während des Deutsch-Französischen Krieges von 1870/1871 etwa 20 Lazarette und halfen Tausenden von Verwundeten.
Durch die Festigung der Gemeinschaft als kirchliche Kongregation kamen Anfragen zu weiteren Gründungen in den verschiedensten Regionen. Zunächst wurden zwei Häuser in Köln zur ambulanten Krankenpflege und Verpflegung armer Kranker errichtet. 1853 übernahmen die Armen-Schwestern die Betreuung des in Burtscheid bei Aachen eröffneten Marienhospitals. Ein Jahr später folgte eine Stiftung in Ratingen (St. Marien-Krankenhaus, bis 1969) bei Düsseldorf. Weitere Niederlassungen schlossen sich beispielsweise in Bielefeld (Franziskus Hospital, 1869 bis 2020), Eschweiler (St.-Antonius-Hospital, 1850 bis 1990), Frechen-Königsdorf (St. Elisabeth-Seniorenzentrum, seit 1919), Jülich, Mainz (St. Bilhildis-Kloster, seit 1854), Koblenz (Eltzerhof, 1854 bis 1992), Kaiserswerth, Köln-Ehrenfeld (St. Franziskus-Hospital, 1887 bis 2020) und Stolberg (Bethlehem Gesundheitszentrum, 1863 bis 2006) an. Im Jahr 1854 erreichte der Orden Österreich, 1858 erfolgte die erste Gründung eines Konvents in Cincinnati (Ohio, USA). es folgten Irland (1859) und England (1860). Zugleich unterstützten Franziska Schervier und ihr Orden den Lehrer Johannes Philipp Höver bei seinem Vorhaben, im Jahr 1857 den Orden der Armen-Brüder des hl. Franziskus ebenfalls in Aachen zu gründen.

## Orden im 21. Jahrhundert

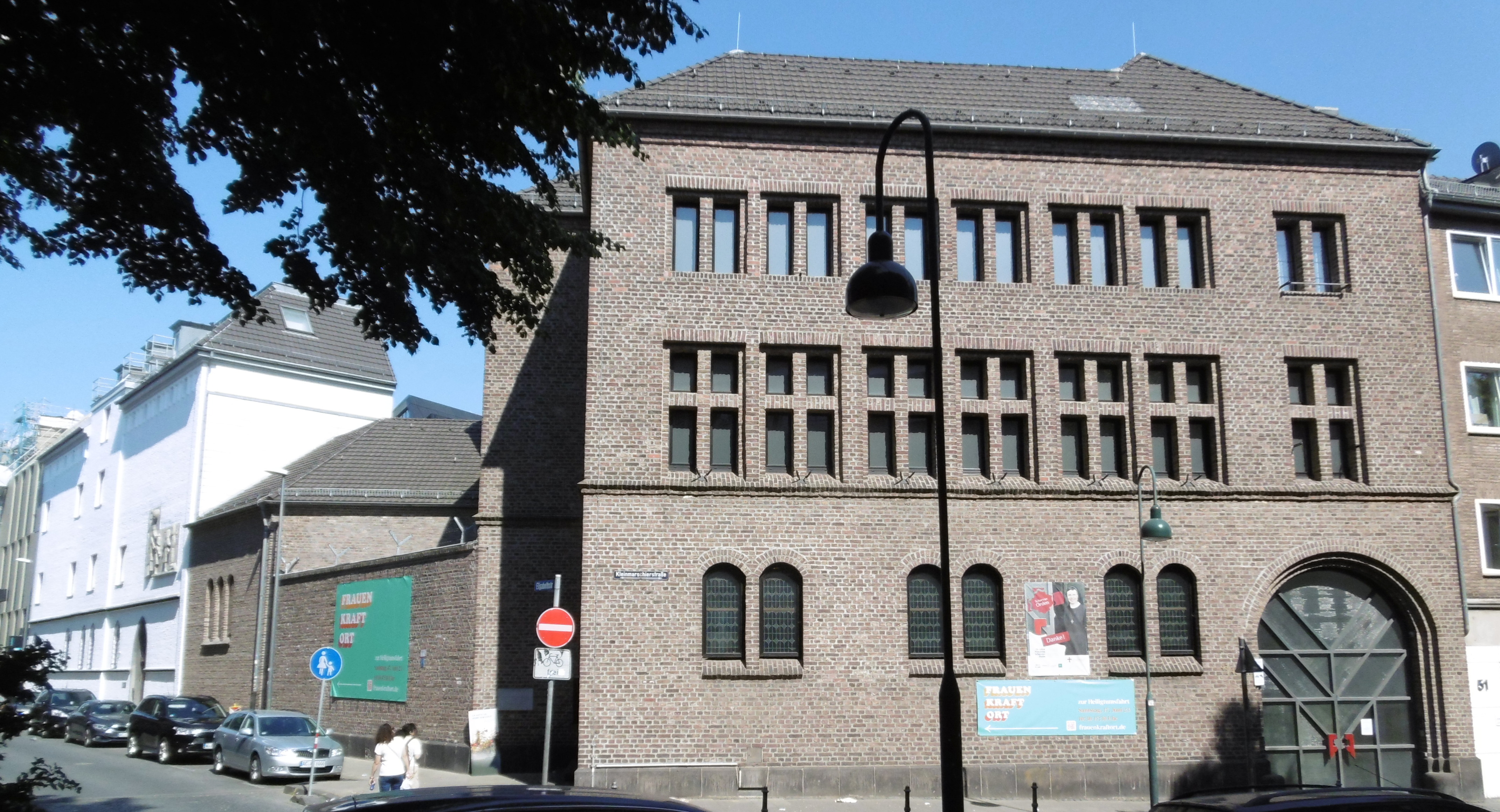
Mutterhaus in Aachen
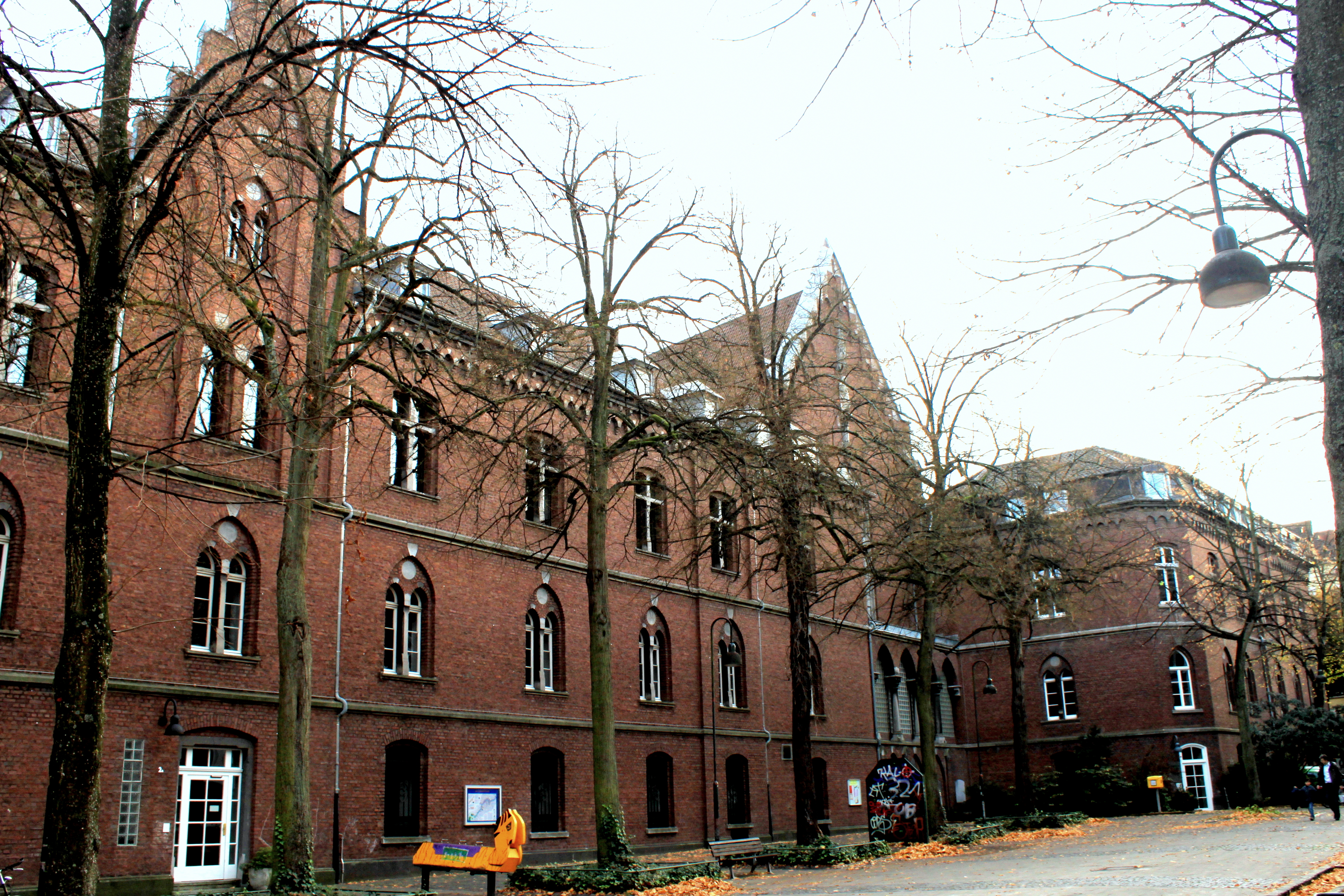
Niederlassung Lindenplatz

Die Hauptbetätigungsfelder der Ordensschwestern sind heutzutage die Arbeit mit alten Menschen und in Krankenhäusern sowie in der offenen Sozialarbeit, ferner weiterhin die Betreuung der Randgruppen der Gesellschaft. Neben dem Generalat in Aachen, in dessen Klosterkirche sich die Grabstätte der seligen Franziska Schervier befindet, wirken die Schwestern in vier Niederlassungen in Aachen sowie in Düren-Arnoldsweiler, Frankfurt am Main, Frechen-Königsdorf, Krefeld, Mainz sowie in den belgischen Orten Chaudfontaine-Embourg und Chênée.
Darüber hinaus ist die katholische Ordensgemeinschaft der Armen-Schwestern vom hl. Franziskus Alleingesellschafterin der „Franziska-Schervier Altenhilfe gGmbH“ in Aachen, die bundesweit Einrichtungen zur vollstationären Pflege nach SGB XI, zu betreutem Wohnen, Seniorenwohnungen, Fachschulen für Altenpflege und eine Pflegevorschule betreibt.
1959 verselbständigten sich die amerikanischen Provinzen des Ordens als Kongregation der Franciscan Sisters of the Poor und haben heute ihre Ordenszentrale in Rom, Italien, von wo aus die Schwestern in den Vereinigten Staaten, Brasilien, Italien, Senegal und auf den Philippinen leben und wirken.
Auf dem Aachener Friedhof Hüls befindet sich das Gräberfeld der Aachener Armenschwestern, das das größte seiner Art auf dem Friedhof ist und auf dem mehr als 1000 Ordensangehörige ihre letzte Ruhestätte fanden.